# Synecta invenusta
Synecta invenusta là một loài bướm đêm trong họ Geometridae.